# 捷斯省

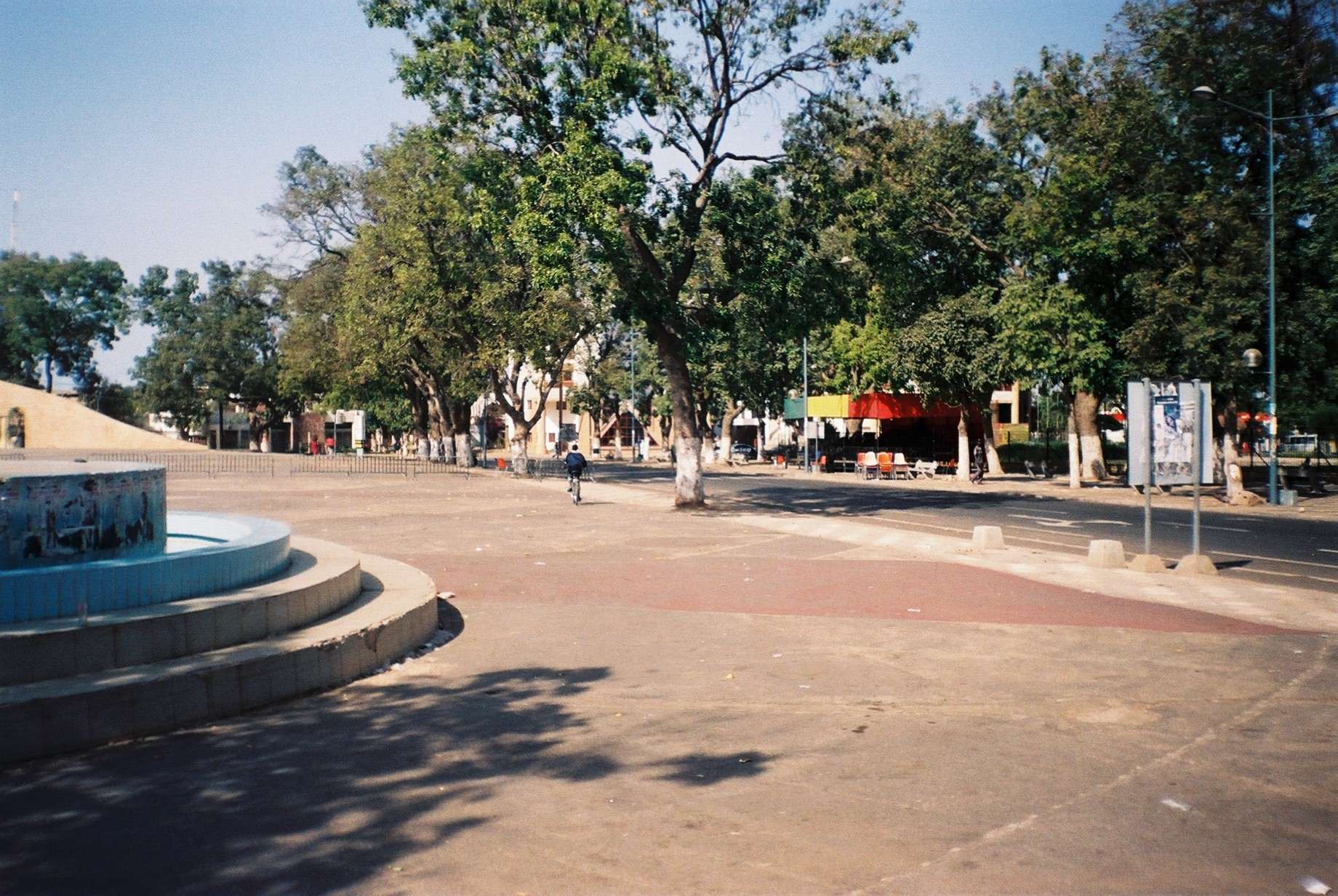

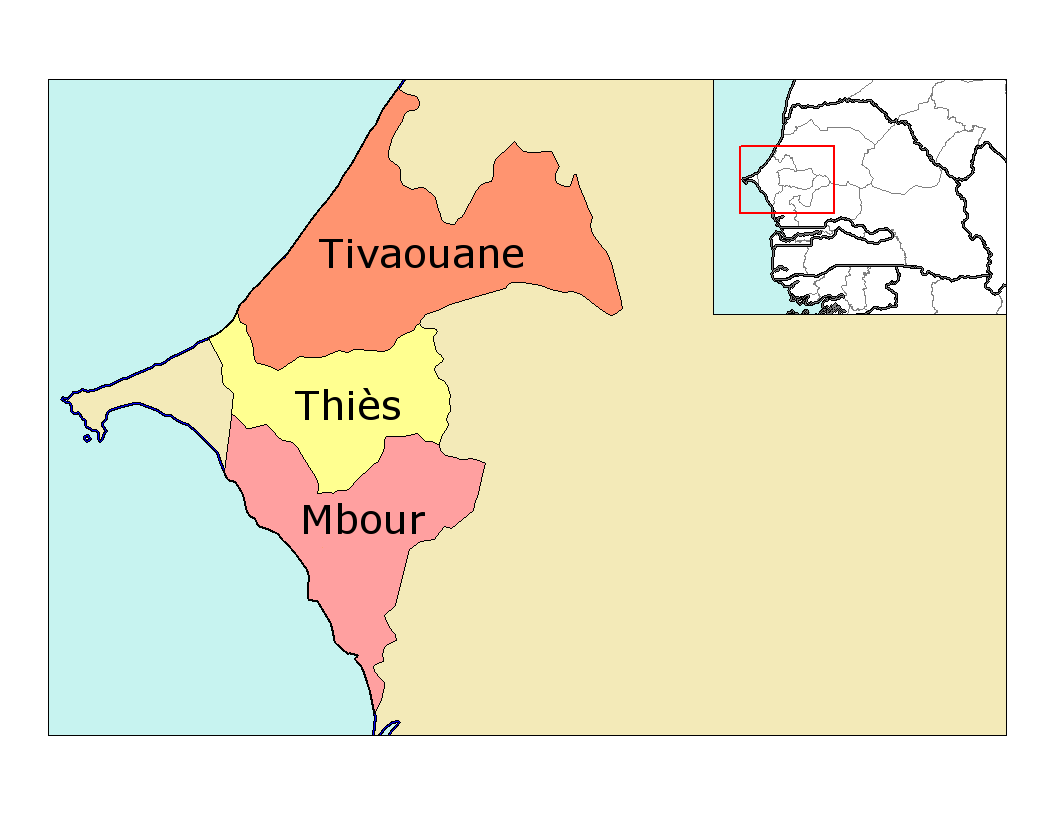

14°50′03″N 17°06′22″W / 14.83417°N 17.10611°W
捷斯省（法語：Département de Thiès），是塞內加爾的省份，位於該國西部，由捷斯區負責管轄，首府設於捷斯，南面是姆布爾省，面積1,873平方公里，2013年人口667,814，人口密度每平方公里360人。